# Aéroport de Downsview
L'aéroport de Downsview, (code IATA : YZD • code OACI : CYZD), est un aéroport situé à Toronto au Canada. Aérodrome puis base aérienne, il a été une installation d'essais pour Bombardier Aerospace à partir de 1994. En 2018, Bombardier a vendu l'installation à Northcrest Developments. Fin 2023, Northcrest a annoncé que les opérations industrielles et aéroportuaires fermeraient  avant la mi-2024, à mesure que le réaménagement en propriétés commerciales et résidentielles progresse. L'aéroport est officiellement fermé depuis le 7 mars 2024.

## Histoire

### Aérodrome de Downsview
L'aérodrome de Downsview ouvre en 1929 comme terrain d'aviation générale, construit part de Havilland Canada (DHC) pour tester les avions de l'usine présente sur le site.

### Downsview Airport
L'aéroport de Downsview est aménagé en 1939. En 1947, le ministère de la Défense nationale achète les propriétés autour de l'aérodrome pour l'étendre et créer la RCAF Station Downsview, une base aérienne pour les unités de la Royal Canadian Air Force. La base est nommée Canadian Forces Base Toronto (Downsview) en 1968 et garde ce nom jusqu'à sa fermeture en 1996.
À partir de 1998, le terrain est géré par Crown corporations of Canada, Parc Downsview Park qui co-dirige l'aérodrome avec Bombardier Aerospace (le successeur de de Havilland Canada).
L'aéroport fut utilisé pour les visites du pape Jean-Paul II en 1984 et 2002, et a aussi accueilli le concert Molson Canadian Rocks for Toronto, avec The Rolling Stones comme tête d'affiche, pour relancer l'économie locale après l'épidémie de SRAS en 2003.
L'aérodrome a servi de site d’essais pour plusieurs aéronefs des entreprises de Havilland et Avro Canada, dont le Beaver, le Twin Otter, et le Dash 8.
Bombardier Aerospace (après la reprise de DHC) a possédé jusqu'à douze hangars au sud-ouest de l'aéroport, où le Dash 8 était construit. Le Bombardier Global Express et le Bombardier Global 5000 étaient aussi assemblés à l'usine de Downsview, tout comme les ailes du Learjet 45. Le Bombardier CSeries (assemblé à Montreal) y a atterri en 2015.
Bombardier a conclu un accord pour vendre l'aéroport et son usine à PSP Investments. Bombardier peut continuer à utiliser l'aéroport jusqu'à cinq ans selon les termes de l'accord. L'entreprise a signé un contrat avec Greater Toronto Airports Authority pour déplacer son usine et sa production à l'aéroport de Pearson sur quinze hectares. En novembre 2018, Bombardier a vendu l'activité de construction de Dash 8 et le nom de Havilland à Viking Air, qui n'a pas détaillé ses plans de production a Downsview.

### Wings and Wheels Heritage Festival
L'aéroport accueillait le Wings and Wheels Heritage Festival, consistant en une exposition d'aéronefs modernes et anciens, d'automobiles, camions et moto anciennes.

Wings and Wheels Heritage Festival 2007
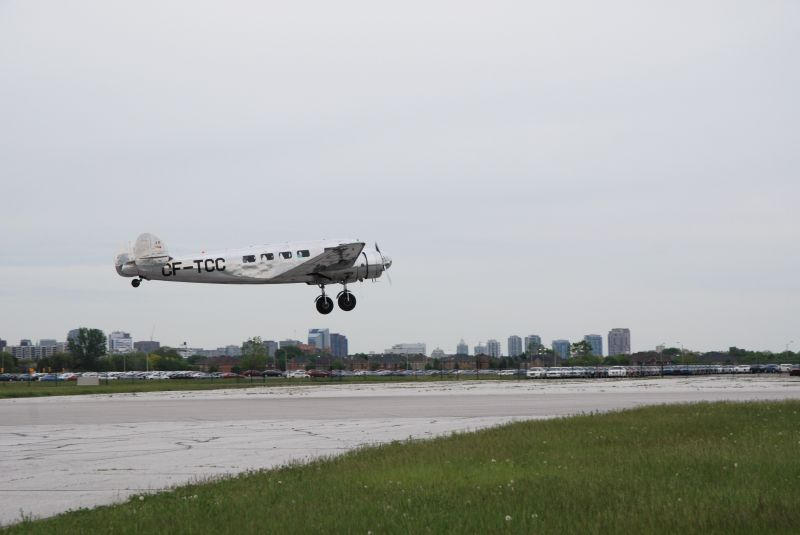
Décollage d'un Lockheed Electra.
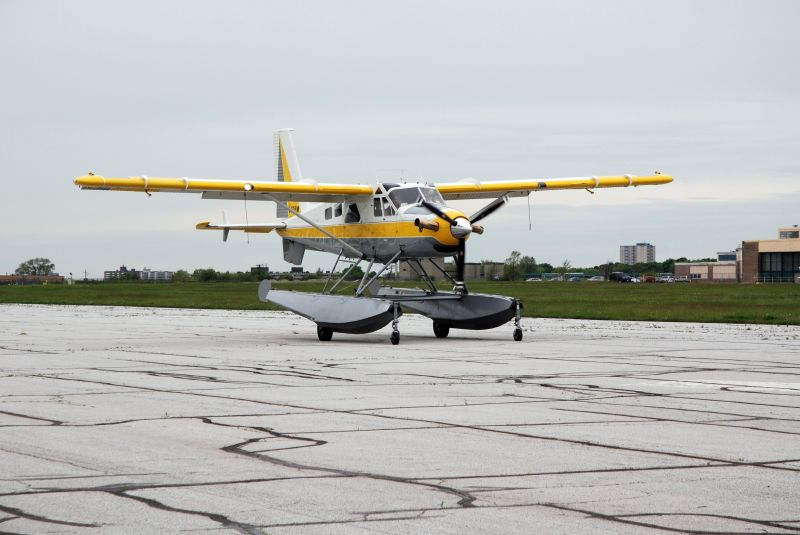
De Havilland Canada DHC-2 Turbo Beaver en roulage.
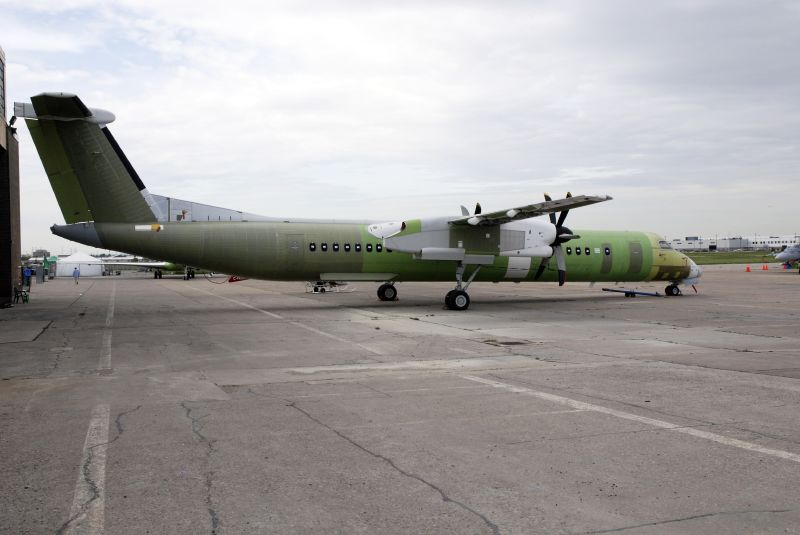
Un Bombardier Q400.

### Adieux dede Havilland Canada
Le 11 juin 2022, un événement privé eu lieu à l'aéroport de Downsview, marquant les adieux de de Havilland Canada après 94 ans de présence sur le site. De nombreux employés actifs et retraités (ainsi que leur famille) furent invités. Plusieurs avions de Havilland ont été présentés sur le terrain à cette occasion.

## Installations

### Accès
L'aéroport est accessible aux pilotes sur autorisation. Il dispose d'une piste opérationnelle de 2 100 mètres, orientée 15/33, avec un taxiway parallèle. Les pistes 09/27 (3 164 pieds) et 04/22 (4 000 pieds) sont fermées. La 04/22 a été retirée sur sa partie nord, la partie sud est devenue un taxiway pour l'usine Bombardier.

### Logements militaires
Une série de logements a été construite pour le personnel de l'armée Canadienne à l'angle de Keele Street et Sheppard Avenue au sud de la base. La majorité des activités militaires de la base ayant été stoppées, les logements ont pour la plupart été abandonnés puis détruits.

## Utilisateurs
- Parc Downsview Park ; Gouvernement du Canada
  - Bombardier Aerospace - fermé en 2023, mais restant sur le site pour trois à cinq années supplémentaires[6].
  - Centennial College
  - Tree City
  - The Hangar Sports Complex
    - Toronto Roller Derby

  - The Toronto Wildlife Centre
  - Toronto Football Club Training Facility and Academy
- Forces armées canadiennes
  - 4th Canadian Division headquarters[7]
  - Area Support Unit Toronto (formerly Garrison Support Unit Toronto)
  - Denison Armoury
  - 32e Groupe-brigade du Canada (quartier-général)
  - 2 Intelligence Company
  - 32 Combat Engineer Regiment
  - 25 (Toronto) Service Battalion
  - The Governor General's Horse Guards
- Toronto Transit Commission Wilson Subway Yard

Bâtiments autour de l'aéroport :
- Usine Bombardier Aerospace – Sud-ouest de l'aéroport
- CFB Downsview hangars – Nord-est de l'aéroport
- Farmers market – Nord-ouest
- Station Downsview Park – Nord, station de métro et de train de banlieue.

Anciens utilisateurs
- Canadian Air and Space Museum, auparavant Toronto Aerospace Museum, usine historiquede Havilland Aircraft of Canada jusqu'en 2012.

## Routes
La majorité des routes de Downsview sont la propriété de la ville :
- John Drury Drive - certaines parties sont des accès privés de la Canadian Forces[8]
- Yukon Lane
- Carl Hall Road - ancienne section de l'avenue Sheppard nommée en l'honneur du soldat Carl Hall, membre américain né pendant la Première Guerre mondiale du Central Ontario Regiment[9].
- Canuck Avenue
- Hanover Road
- Beffort Road
- Robert Woodhead Crescent - Accès privé pour la Canadian Forces
- Garratt Blvd
- Plewes Road

## Accidents
- Le 14 février 1956, un de Havilland U-1A Otter en pré-livraison pour l'armée américaine s'est brisé en vol et s'est écrasé sur Keele Street près de Downsview, tuant les cinq personnes à son bord[10].